# Black Out the Sun
"Black out the Sun" foi segundo single internacional tirado do álbum Secret Codes and Battleships do cantor australiano Darren Hayes. 
O single foi lançado mundialmente em outubro de 2011, com exceção da Austrália.

## Lançamento
A canção estreou oficialmente em 24 de agosto de 2011 no programa Ken Bruce Show na rádio britânica BBC Radio 2. Dois dias depois, o clipe foi lançado na internet, na página oficial do cantor. A música foi incluída na A List da Radio 2, chegando ao #30 do Airplay Chart britânico.
Em 13 de julho de 2012, Darren confirmou pela sua página oficial no Facebook o lançamento digital do single na Austrália. O EP, contendo o videoclipe da música, foi lançado em 20 de julho. A Austrália foi o único país no qual o single não havia sido lançado em 2011.

## Videoclipe
Dirigido por Grant Marshall e coreografado por Claire Marshall, irmã do diretor, o vídeo foi gravado na Austrália, nos estúdios da Village Roadshow, em Queensland. Ambos já havia trabalhado com Darren no vídeo de "Crush (1980 Me)", em 2002.

## Single Digital
- Internacional

1. Black Out The Sun
2. Black Out The Sun (Orchestral Version)
3. Black Out The Sun (Extended Version)
4. Black Out The Sun (7th Heaven Club Mix)
5. Black Out The Sun (Video) [somente no iTunes]

## Paradas musicais
O single entrou nas paradas de diversos países, notavelmente no Reino Unido e no Brasil, onde obteve boa rotação nas rádios.
| Parada semanal (2011) | Posição |
| --------------------- | ------- |
| UK Airplay Chart      | 31      |
| UK Singles Chart      | 101     |